# Huansu S7
Der Huansu S7 ist ein Pkw der chinesischen Marke Huansu. Hersteller ist Beiqi Yinxiang Automobile.

## Beschreibung
Das Modell ist die verlängerte Version des Huansu S5. Es basiert auf der gleichen Plattform wie der Beijing Senova X55. Dessen Hersteller Beijing Motor Corporation gehört zum gleichen Konzern Beijing Automotive Group.
Das SUV bietet wahlweise Platz für fünf oder sieben Personen. Der Radstand beträgt 2780 mm. Das Fahrzeug ist 4800 mm lang, 1850 mm breit und 1770 mm hoch. Das Leergewicht ist mit 1630 kg angegeben.

## Zulassungszahlen in China
Im Oktober 2017 wurden die ersten Fahrzeuge dieses Typs in China zugelassen. In dem Jahr waren es 6133 Stück. In den beiden Folgejahren waren es 29.548 und 14.656. Die letzten Zulassungen sind für Dezember 2019 überliefert.
Die einzige angebotene Motorisierung ist ein Vierzylinder-Ottomotor. Er hat vier Ventile pro Zylinder und einen Turbolader. Er leistet 110 kW aus 1498 cm³ Hubraum. Der Antrieb erfolgt auf die Vorderräder. Genannt werden ein manuelles Sechsganggetriebe und ein stufenloses Getriebe.